# Szunda-szigeti óriás repülőkutya
A szunda-szigeti óriásrepülő kutya (Acerodon mackloti) az emlősök (Mammalia) osztályába, azon belül a denevérek (Chiroptera) rendjébe és a nagy denevérek alrendjébe tartozó repülőkutyafélék (Pteropodidae) családjának egyik legnagyobb testű faja.

## Életmódja
Indonézia és Kelet-Timor területén honos. A Kis-Szunda-szigeteken található meg.

## Megjelenése
Testhossza 220–238 mm. Szárnyfesztávolsága 139,5-148,6 mm. Testtömege 450-565 g.